# Школа права Новой Англии
Школа права Новой Англии (англ. New England School of Law) — высшее юридическое учебное заведение, расположенное в Бостоне, штат Массачусетс.

## История
Основано в 1908 году как единственное в США специализированное учебное заведение для юридического образования женщин, под первоначальным названием Школа права Порции (англ. Portia Law School), от имени героини пьесы Шекспира «Венецианский купец». С 1938 года принимает для обучения как женщин, так и мужчин. С 1969 года носит нынешнее название.

## Центр международного права и политики
В 1996 году в составе Школы права Новой Англии образован Центр международного права и политики (англ. New England Center for International Law and Policy), призванный проводить исследование взаимоотношений между международным правом и политикой, со специальным акцентом на проблемах экономической, экологической, преступной, или гуманитарной природы. Центр спонсирует исследования, публикации, обучение и распространение знания в этих областях, осуществляет Международный проект судебного преследования военных преступлений.